# Святцово
Святцово — деревня  в  Смоленской области России,  в Сафоновском районе. Население – 13 жителей (2007 год)  .  Расположена в центральной части области в 3 км к северу от города Сафонова, в 5 км севернее автодороги М1 «Беларусь».  Входит в состав Дроздовского сельского поселения.  

## История
В годы Великой Отечественной войны деревня была оккупирована гитлеровскими войсками в сентябре 1941 года, освобождена в 1943 году.

## Экономика
Фермерское хозяйство Злак .